# Acacia lazaridis
Acacia lazaridis é uma espécie de leguminosa do gênero Acacia, pertencente à família Fabaceae.